# وجینی (یمن)
 وجینی  به عربی  الَوُجینی  دهستان کوچکی از توابع استان ذَمار در کشور یمن و در شبه جزیره عربستان واقع می‌باشد. دهستان آبادی در ناحیهٔ (حُبیش) واعمال آب درپایهٔ کوه (جعدان) واقع شده‌است. 

## جمعیت
جمعیت این دهستان در حدود ۱۶۷ نفر می‌باشد. ساکنان این دهستان از اهل سنت از شاخه شافعی هستند.

## منبع
- المقحفی، ابراهیم، احمد ، (مُعجَم المُدُن وَالقَبائِل الیَمَنِیَة) ، منشورات دار الحکمة، صنعاء، چاپ پنجم، وانتشار سال ۱۹۸۵ میلادی به (عربی).